# Gemeentelijke herindelingsverkiezingen in Nederland 1961
Gemeentelijke herindelingsverkiezingen in Nederland 1961 geeft informatie over tussentijdse verkiezingen voor een gemeenteraad in Nederland die gehouden werden in 1961.
De verkiezingen werden gehouden in drie gemeenten die betrokken waren bij een herindelingsoperatie die op 1 januari 1962 is doorgevoerd.

## Verkiezingen op 15 november 1961
- de gemeenten Houten, Schalkwijk en Tull en 't Waal: samenvoeging tot een nieuwe gemeente Houten.[1]

Door deze herindeling daalde het aantal gemeenten in Nederland per 1 januari 1962 van 980 naar 978.
In de gemeente Houten zijn de reguliere gemeenteraadsverkiezingen van 30 mei 1962 niet gehouden.